# IOS
iOS (dawniej iPhone OS) – mobilny system operacyjny  opracowany przez Apple Inc. wyłącznie dla swojego sprzętu. To system operacyjny, który zasila wiele urządzeń mobilnych firmy, w tym  iPhone; termin ten obejmuje również oprogramowanie systemowe dla iPad poprzedzających iPadOS – który został wprowadzony w 2019 roku - oraz na urządzeniach iPod touch – które zostały wycofane w połowie 2022 roku. Jest to drugi najczęściej instalowany mobilny system operacyjny na świecie, po Androidzie. Jest podstawą trzech innych systemów operacyjnych firmy Apple: iPadOS, tvOS i watchOS. To oprogramowanie własnościowe, chociaż niektóre jego części są open source na licencji Apple Public Source License i innych licencjach.
Zaprezentowany w 2007 roku dla iPhone pierwszej generacji, iOS został rozszerzony o obsługę innych urządzeń Apple, takich jak iPod Touch (wrzesień 2007) i iPad (wprowadzony: styczeń 2010; dostępność: kwiecień 2010). Od marca 2018 r. Apple App Store zawiera ponad 2,1 miliona aplikacji na iOS, z których 1 milion jest natywnych dla iPadów. Te aplikacje mobilne zostały pobrane łącznie ponad 130 miliardów razy.
Główne wersje iOS są wydawane co roku. Obecna stabilna wersja, iOS 18, została udostępniona publicznie 16 września 2024 r.
iOS bazuje na systemie operacyjnym Mac OS X 10.5 i tym samym na Darwinie. Oryginalny iOS dostępny jest tylko na urządzeniach firmy Apple.

## Nazwa
Po premierze iPhone’a jego system operacyjny nie posiadał oficjalnie nazwy, zwykle nazywano go po prostu MacOS X, do którego jest podobny. Dopiero 6 marca 2008 roku, wraz z premierą SDK dla tego systemu, został on udokumentowany jako iPhone OS. 7 czerwca 2010 roku nazwa została zmieniona na iOS.

## iPhone SDK
Wprowadzony 6 marca 2008, SDK ten jest udostępniony członkom programu deweloperskiego za darmo, natomiast aby móc publikować aplikacje konieczna jest coroczna opłata członkowska dla osób indywidualnych (USD $99) lub zakładowa (enterprise, USD $299). Oprogramowanie odpłatne wyprodukowane za jego pomocą może mieć ceny ustalone dowolnie przez jego autora, z czego 30% zostaje zainkasowane przez Apple Inc. Oprogramowanie darmowe jest rozprowadzane bezpłatnie.
Wszelkie oprogramowanie jest indywidualnie dopuszczane do obiegu przez Apple Inc. i rozprowadzane z jednego repozytorium (App Store) centralnie tylko przez iTunes z obowiązkowym kryptograficznym podpisem potwierdzającym. Ten model dystrybucji, wprawdzie nie wolny, umożliwia zapobieganie rozprzestrzeniania złośliwego oprogramowania, a przy tym umożliwia centralnie rozpowszechnione naprawy i wycofania, a co za tym idzie, niespotykanie wysoki standard bezpieczeństwa i, w zamierzeniu, jakości dla ogółu użytkowników.

## Warstwy systemu
iOS składa się z 4 abstrakcyjnych warstw:
- Core OS – Najniższa warstwa, zapewniająca interakcję między sprzętem a oprogramowaniem, w jej skład wchodzi jądro Darwin.
- Core Services – To rdzenny zestaw podstawowych bibliotek do zarządzania pracą aplikacji i wątków, obsługa sieci, obsługa bazy danych (SQLite) i inne, których działanie nie jest bezpośrednio widoczne dla użytkownika.
- Media – To warstwa zawierająca obsługę obrazu i dźwięku, również odtwarzanie wideo i obsługę formatów plików graficznych, w skład warstwy wchodzą znane biblioteki takie jak OpenGL, OpenAL czy Core Animation.
- Cocoa Touch – Jest to biblioteka interfejsu użytkownika z wykorzystaniem ekranu dotykowego, co różni go od tradycyjnego Cocoa z systemu OS X. W jego skład wchodzi również obsługa akcelerometru.